# Augusto David de Sayn-Wittgenstein-Hohenstein
El conde Augusto David de Sayn-Wittgenstein-Hohenstein (14 de abril de 1663 - 1735) fue un político prusiano. Fue miembro del Gabinete de los Tres Condes, con Johann Kasimir Kolbe von Wartenberg y  Alexander Hermann de Wartensleben, también conocido por sus fuertes impuestos como "los tres males de Prusia", o las "tres W de Prusia" (Wartenberg, Wartensleben, Wittgenstein). Como favorito de Johann Kasimir Kolbe von Wartenberg, más tarde fue encarcelado en la Ciudadela de Spandau, multado con 70.000 táleros y subsiguientemente desterrado por Federico Guillermo por corrupción, dispendio e ineficiencia.

## Primeros años
Era el tercer hijo varón del Conde Gustavo de Sayn-Wittgenstein-Hohenstein y de su esposa, la noble hugonote Ana Elena de la Place, hija de François de La Place, Vizconde de Machaut y de Anna Margaretha de Brederode.

## Primer matrimonio
Se casó por primera vez en 1703 en Weilburg con la Condesa Concordia de Sayn-Wittgenstein-Vallendar (1679-1709). Tuvieron los siguientes hijos:
1. Su primera hija fue Carlota Sofía de Sayn-Wittgenstein-Hohenstein (1705-1787), casada en 1726 con el Conde Cristián Nicolás Juan von Bar (fallecido en 1765): sin descendencia.
2. Su segundo vástago fue el Conde Federico de Sayn-Wittgenstein-Hohenstein (1708-1756), quien se casó primero en 1738 con la Princesa Augusta Amalia Albertina Enriqueta Isabel de Nassau-Siegen (1712-1742). Tras la muerte de ella se casó por segunda vez con la hermana de ella, la Princesa Isabel Eduviges de Nassau-Siegen (1719-1789). Tuvo descendencia de ambos matrimonios.
3. Su segunda hija fue Sofía Polixena Concordia de Sayn-Wittgenstein-Hohenstein (28 de mayo de 1709 en Berlín - 15 de diciembre de 1781 en Siegen), casada con el Príncipe Federico Guillermo II de Nassau-Siegen, el 23 de septiembre de 1728, y tuvo cinco hijas:
- Sofía Carlota (6 de junio de 1729 - 2 de abril de 1759), casada el 30 de septiembre de 1748 con el Conde Carlos Pablo Ernesto de Bentheim-Steinfurt (línea menor).
- Federica Guillermina (3 de abril de 1730 - 18 de noviembre de 1733)
- María Leonor Concordia (2 de marzo de 1731 - 20 de abril de 1759). Murió de viruela en la casa del sacerdote Theodore Diederich Henrich Wever en Kamen.[2]
- Federica Augusta (1 de junio de 1732 - 23 de marzo de 1733)
- Ana Catalina Carlota Augusta (19 de junio de 1734 - 9 de junio de 1759)

## Segundo matrimonio
Tras la muerte de su primera esposa, se casó por segunda vez con la Condesa Albertina Amalia de Leiningen-Westerburg (1686-1723). Con ella tuvo un hijo:
1. Conde Enrique Ernesto Agusuto de Sayn-Wittgenstein (1715-1792), quien se casó con su prima Federica Luisa Guillermina de Sayn-Wittgenstein-Sayn (1726-1792); con descendencia.